# Appetite
Appetite est une revue à comité de lecture publiée par Elsevier et axée sur les sciences du comportement, en particulier en ce qui concerne la consommation d'aliments et / ou de boissons. La revue est publiée tous les deux mois (journal Bimestriel) depuis 1980. Selon le Journal Citation Reports,  le facteur d'impact était de 2.691 en 2014. La revue est indexée dans Scopus.